# Sorcery in the Sky
Sorcery in the Sky était un spectacle de feux d'artifice donné dans le parc Disney-MGM Studios. Il débuta en 1990 et prit fin en 1998 pour laisser la place à Fantasmic! en 1998.

## Le spectacle
Ce spectacle a été conçu à l'image de Fantasy in the Sky et était représenté sur la place principale du parc. Les feux d'artifice explosaient au-dessus et derrière la reproduction du Grauman's Chinese Theatre, trônant au bout de l'Hollywood Boulevard. La construction en 2001 d'un imposant chapeau de Mickey au centre de la place rend ce spectacle difficile à reproduire.
- Représentations : 29 mai 1990[1] à août 1998
- Représentations occasionnelles :
  - en octobre 1998 avant le spectacle Fantasmic!
  - plusieurs nuits privées de mai au 25 juin 2005[1]
  - pour le 4 juillet en 2003 et en 2006
- Durée : 8 min
- Type d'attraction : feux d'artifice
- Spectacle suivant :
  - Fantasmic!

### Description
Le spectacle est en deux parties séparées par une annonce. Il débute par une annonce en fanfare suivie par un avertissement assez classique : 
Mesdames et Messieurs, garçons et filles, les Disney-MGM Studios sont heureux de vous présenter Sorcery in the Sky! Lumières! Caméra! Action!.
La musique évoque ensuite le piano du cinéma muet et un projecteur commence à tourner. Divers airs de musique se succèdent alors mis en valeur par des feux d'artifice :
- Puttin' On the Ritz d'Irving Berlin
- Over the Rainbow dans le film Le Magicien d'Oz
- Chantons sous la pluie
- Le Pont de la rivière Kwaï
- Chim Chim Cher-ee dans Mary Poppins
- Rencontres du troisième type
- Star Wars avec en plus des bruits de droïdes et de croiseurs
- Thème d'Indiana Jones dans Les Aventuriers de l'arche perdue

La séquence suivante est annoncée ainsi : 
Walt Disney a longtemps souhaité emmener l'art de l'animation au-delà de la simple bande animée. Le soir du 13 novembre 1940, devant le même théâtre que celui-ci, et seulement douze ans après les débuts de Mickey Mouse, le rêve de Walt devient réalité. Un effort de trois ans pour marier l'animation graphique à la musique classique s'est achevé seulement deux jours avant la première mondiale. Le résultat titré par le New York Times, "Histoire du cinéma. Simplement sensationnel!" était le film Fantasia.
Plusieurs extraits du film sont alors mis en couleurs par les feux d'artifice tandis qu'un ballon en forme de Mickey s'élève au-dessus du toit du Chinese Theater.
- Toccata et fugue en ré mineur de Jean-Sébastien Bach
- Casse-Noisette de Piotr Ilitch Tchaïkovski
- Danse des Heures d'Amilcare Ponchielli
- L'Apprenti sorcier de Paul Dukas

le final comprenait un énorme ballon gonflable en forme Mickey Mouse avec des feux d'artifice sortant de ses doigts.